# Bocksdorf (Adelsgeschlecht)

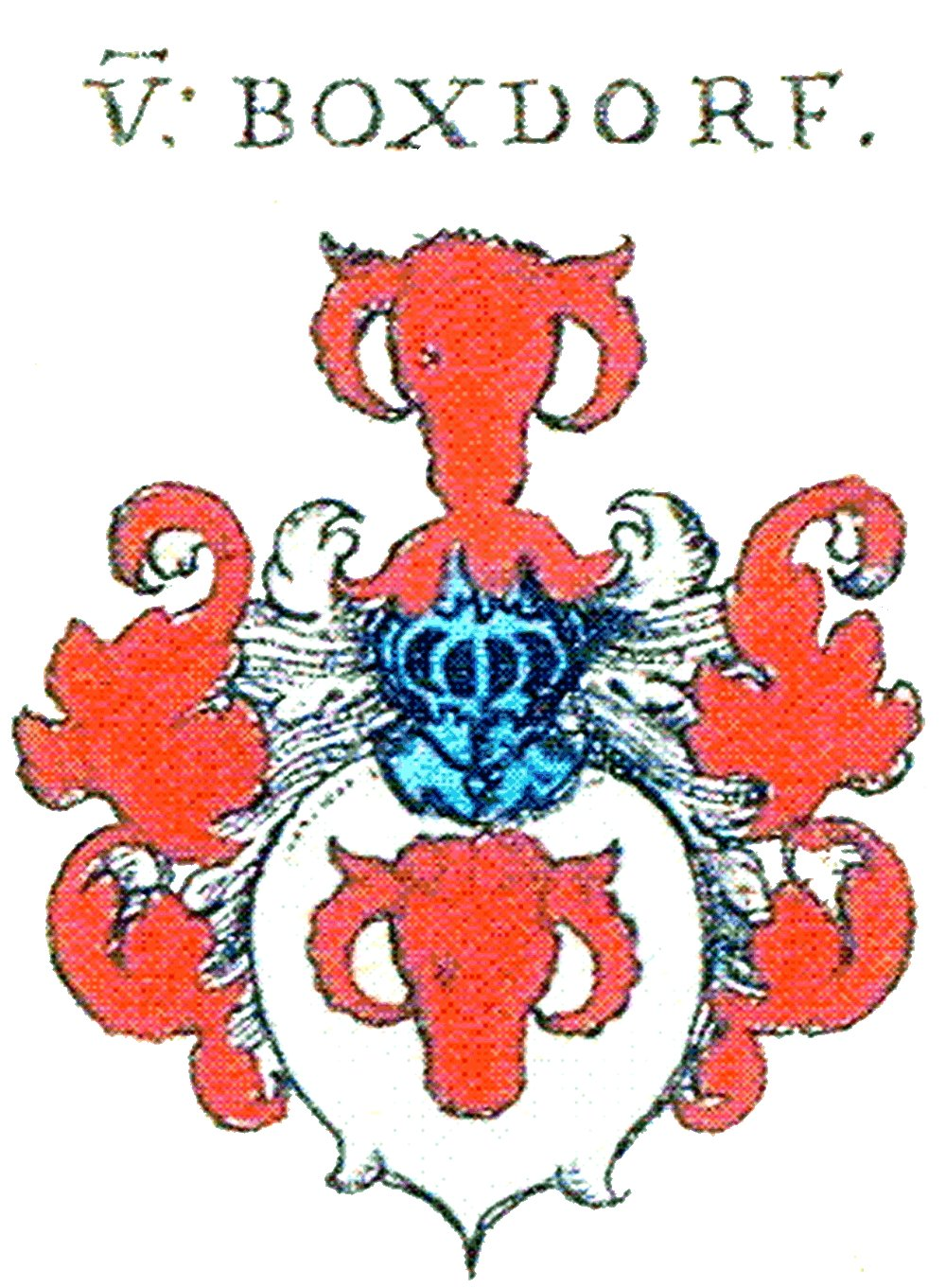
Wappen derer von Bocksdorf

Die Herren von Bocksdorf (auch: Boxdorf, Buchsdorf, Buckensdorf, Bugsdorf, Buxdorf o. ä.) waren ein sächsisches Adelsgeschlecht.

## Geschichte
Das Geschlecht zählte zu den vornehmsten Vasallen der Edelherren von Ileburg. Es war ursprünglich im Kurkreis und seit Ende des 13. Jahrhunderts besonders in der Niederlausitz begütert, wo es sich stark ausgebreitet hatte. Im sächsischen Kurkreis endete die Präsenz bereits im 14. Jahrhundert.
Später ist die Familie zunächst in Cahnsdorf nachweisbar. Seit der ersten Hälfte des 15. Jahrhunderts befand sie sich auf Bornsdorf und Zinnitz, später auf Schlabendorf. Prominenter Vertreter war Dietrich III. von Bocksdorf als Rektor der Universität Leipzig und Naumburger Bischof (1463–1466).
Das Geschlecht erlosch im Mannesstamm mit dem Tod eines Oberstleutnant von Buxdorf am 23. April 1821.

## Wappen
Blasonierung: In Silber ein roter Widderkopf. Auf dem Helm der Widderkopf. Die Helmdecken sind rot-silbern.
Weitere Wappendarstellungen:

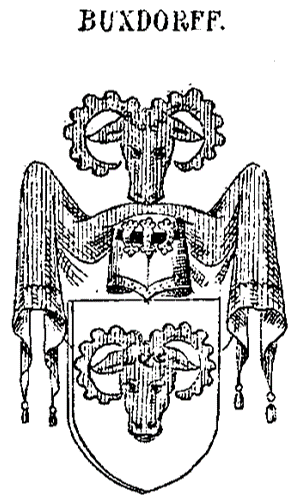
Wappen derer von Buxdorf
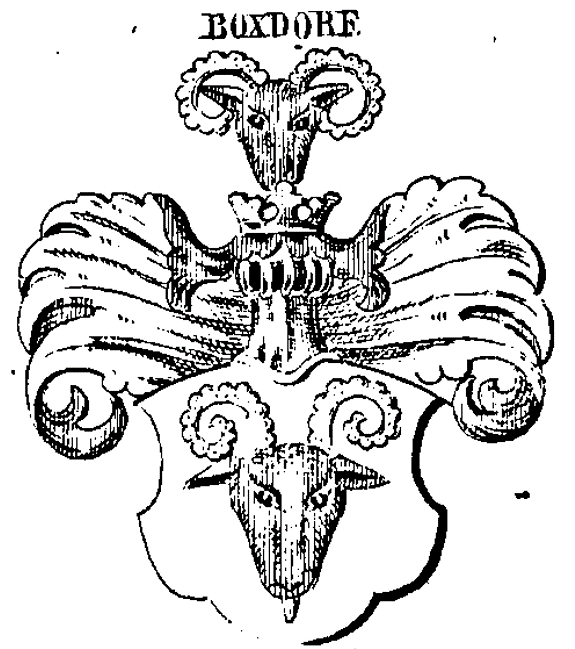
Wappen derer von Buxdorf
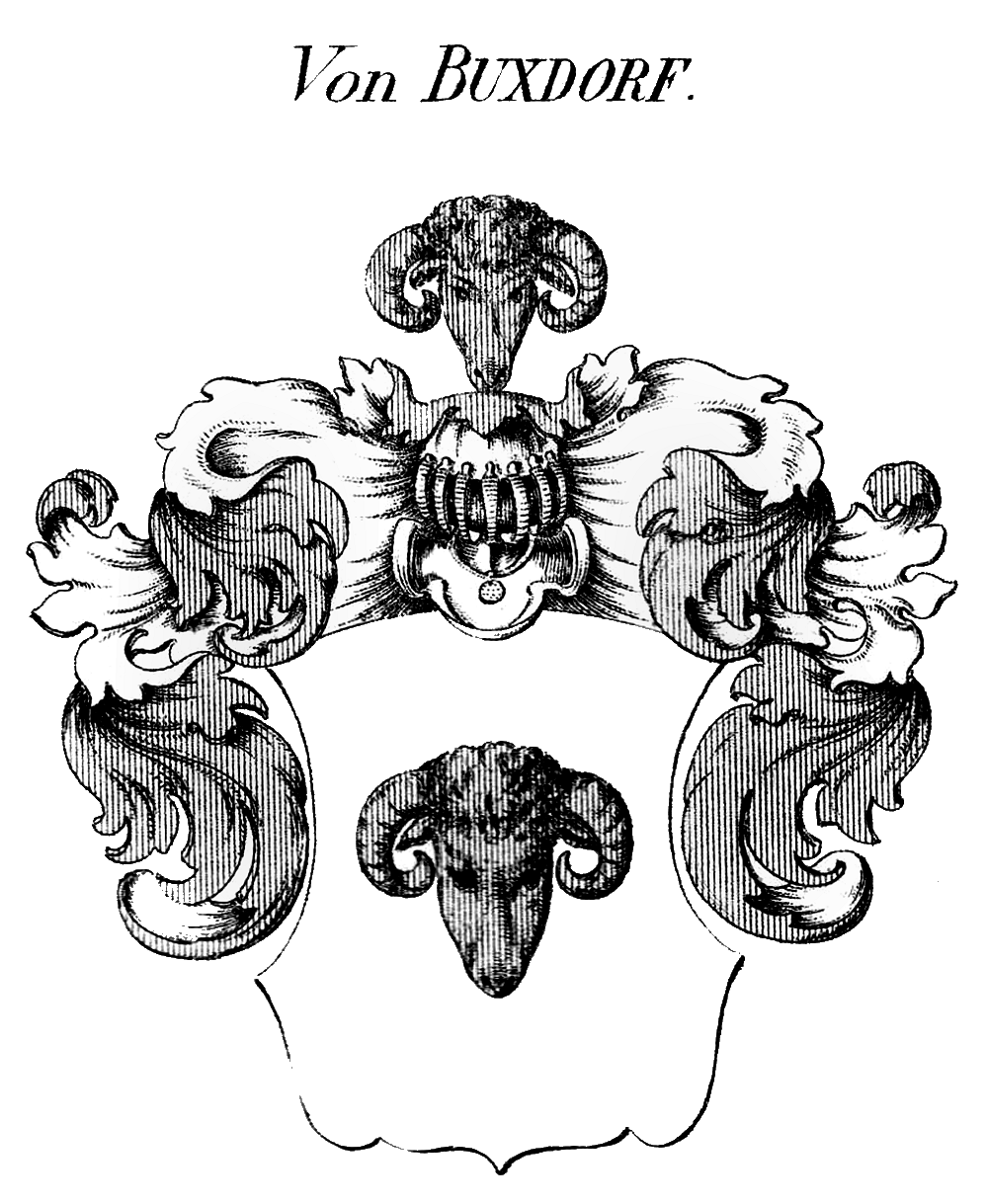
Wappen derer von Buxdorf

## Namensträger
- Dietrich III. von Bocksdorf († 1466), 1439 Rektor der Universität Leipzig, 1463–1466 Bischof von Naumburg